# Münsteri egyházmegye
A Münsteri egyházmegye (latinul: Dioecesis Monasteriensis, németül: Bistum Münster) a római katolikus egyház egyik németországi egyházmegyéje. Püspöki székvárosa Münster (Észak-Rajna-Vesztfália), ahol a székesesegyháza a Szent Pál-székesegyház. Az egyházmegye a Kölni főegyházmegye szuffragáneus egyházmegyéje.

## Püspökök
Megyéspüspöke Felix Genn. Négy segédpüspöke (Christoph Hegge, Rolf Lohmann, Wilfried Theising és Stefan Zekorn) és két nyugalmazott püspöke (Dieter Geerlings és Heinrich Janssen) van.

## Szomszédos egyházmegyék
- Aacheni egyházmegye (délnyugat)
- Roermondi egyházmegye (délnyugat)
- ’s-Hertogenbosch-i egyházmegye (nyugat)
- Utrechti főegyházmegye (nyugat)
- Osnabrücki egyházmegye (északkelet)
- Hildesheimi egyházmegye (kelet)
- Paderborni főegyházmegye (délkelet)
- Esseni egyházmegye (dél)